# リップル・ローナイ・ヨージェフ
リップル・ローナイ・ヨージェフ（József Rippl-Rónai、1861年5月23日- 1927年11月25日）は、ハンガリーの画家。ナビ派に属し、同国における代表的なモダン芸術家の一人である。

## 略歴
1861年、ハンガリー西部のカポシュヴァールに生まれる。ハイスクール卒業後、首都ブダペストに移住し、薬学の学位を取得。その後、絵画を学ぶためドイツのミュンヘンを旅する。2年後、助成金を得てフランスに渡り、ハンガリーで最も著名な写実主義の画家ムンカーチ・ミハーイの下で学ぶ。1888年、ナビ派(Les Nabis)のメンバーに加わり、「The Inn at Pont-Aven」や「My Grandmother」などいくつかの代表作を制作した。
ハンガリーに帰国後は装飾的作品やデザインに注力し、アンドラーシ宮殿の家具や、エルンスト美術館のステンドグラスをプロデュースした。1911～1913年にフランクフルト、ミュンヘン、ウィーンで行われた展覧会は著しい成功を収めた。1927年、母国ハンガリーで死去。

## 主要な作品

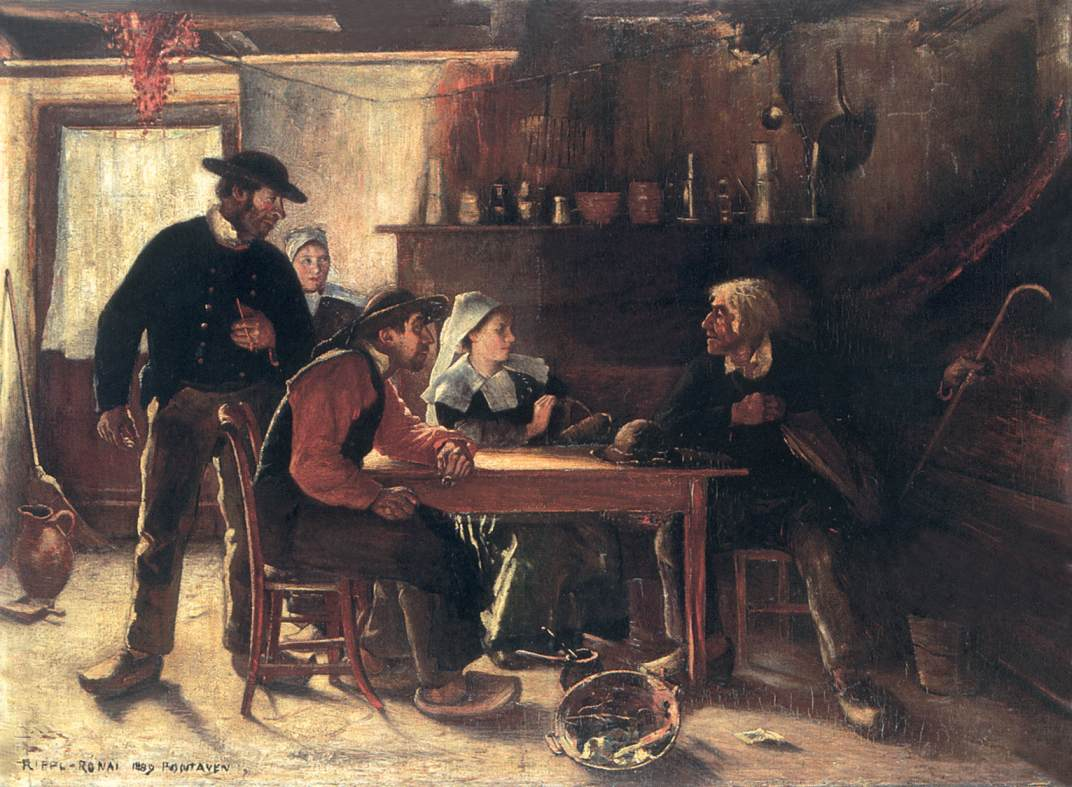
「The Inn at Pont-Aven」(1889)
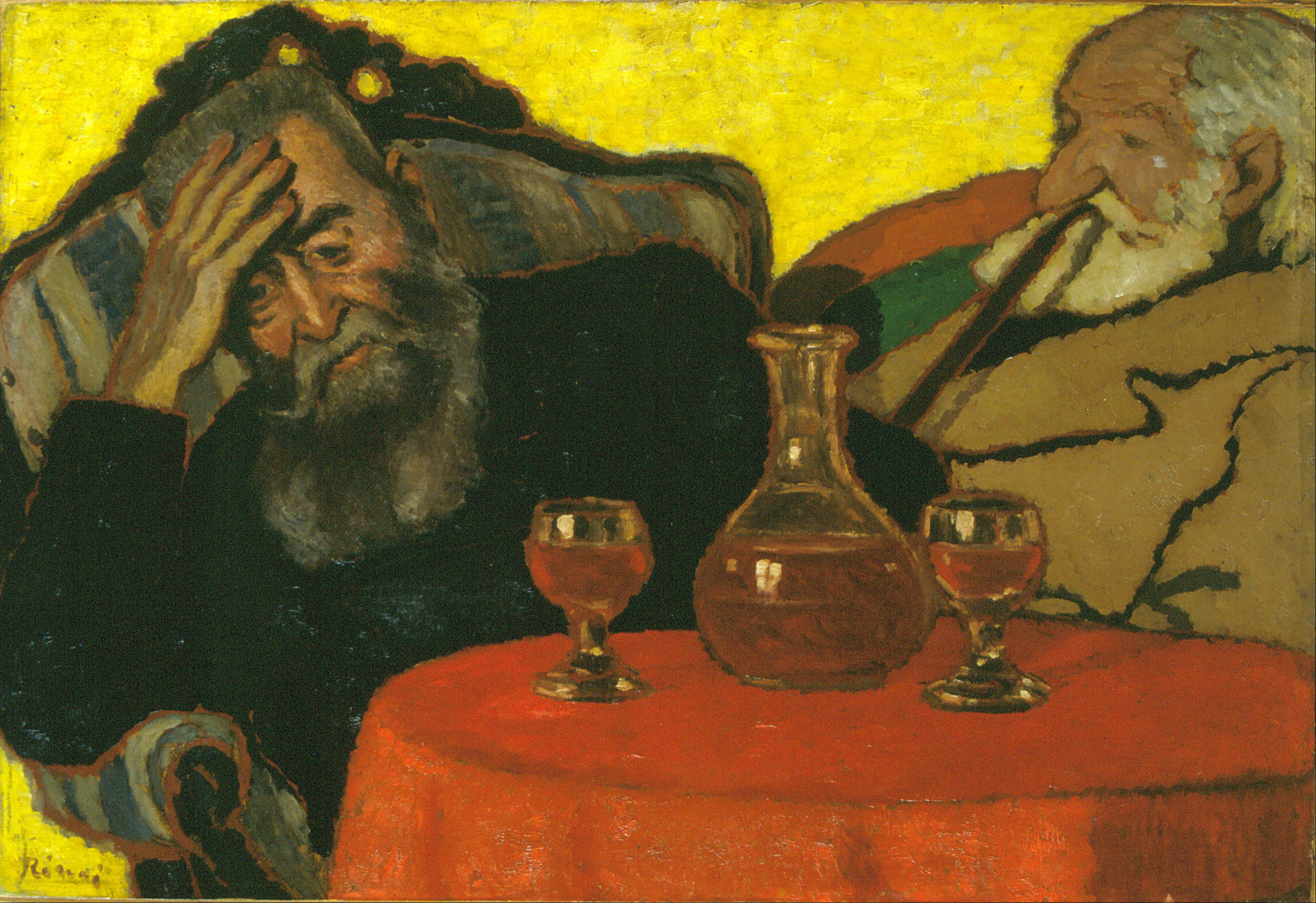
My Father and Uncle Piacsek with Red Wine (1907)
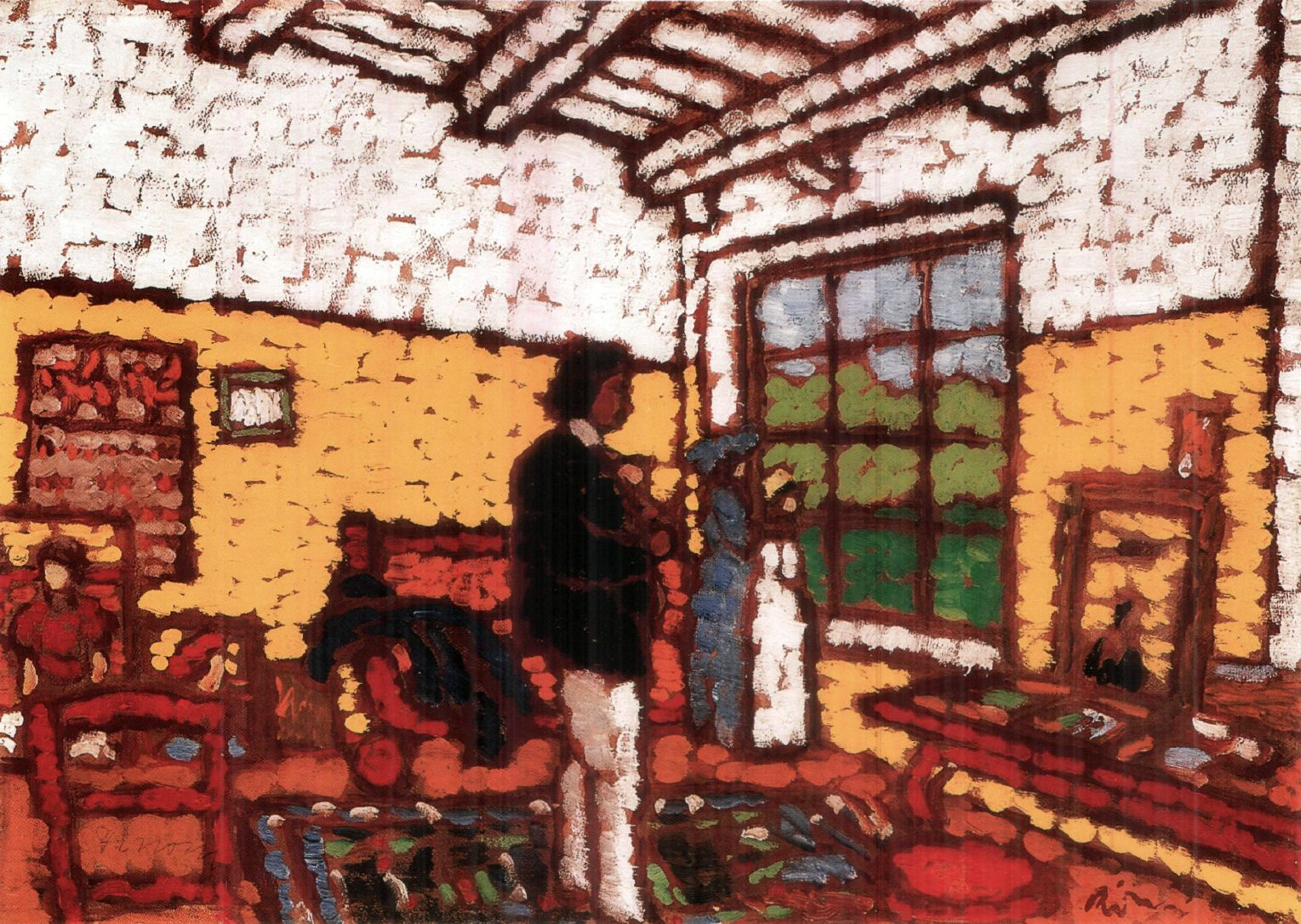
Studio at Kaposvár (1911)

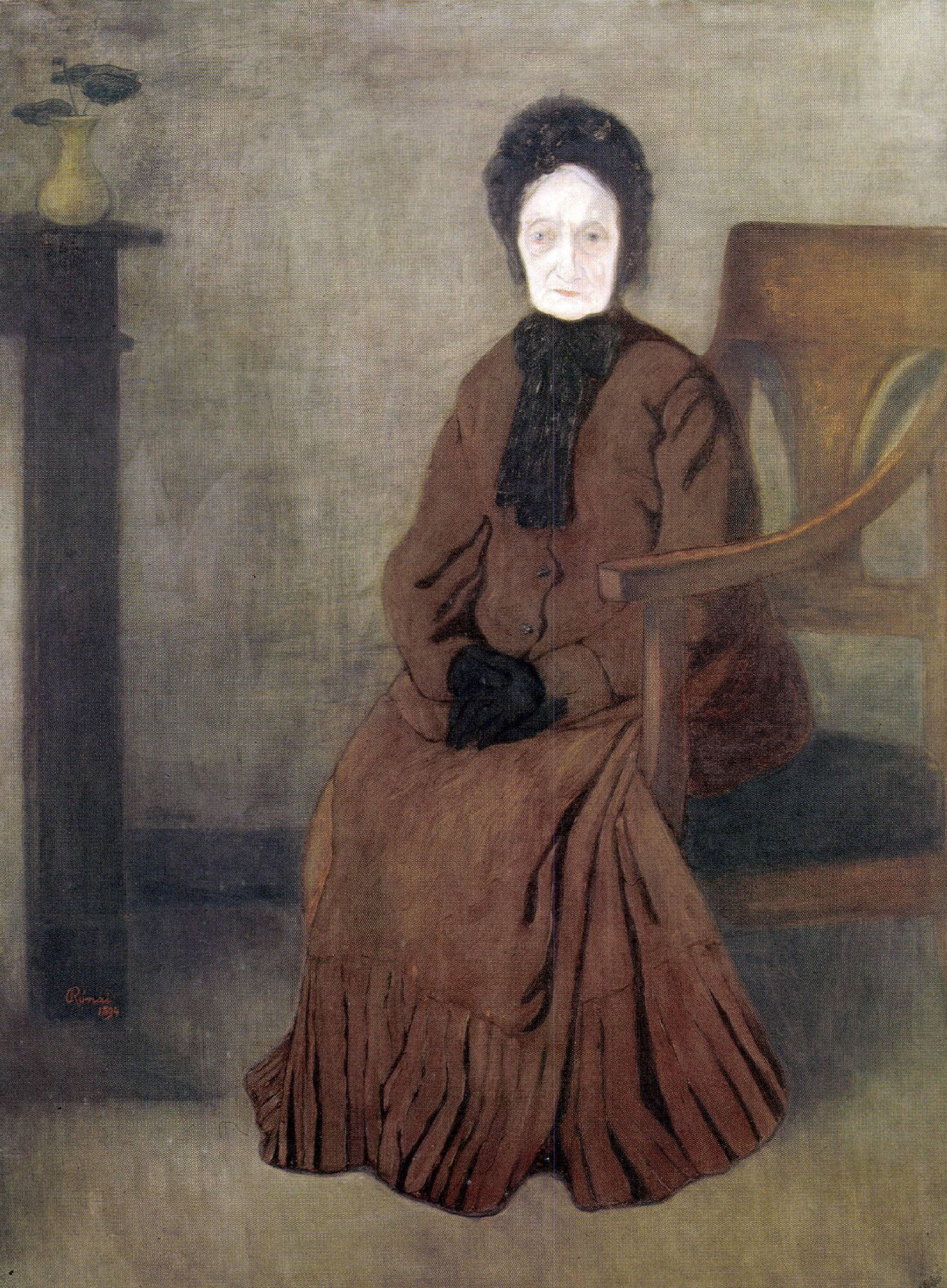
「My Grandmother」(1894)
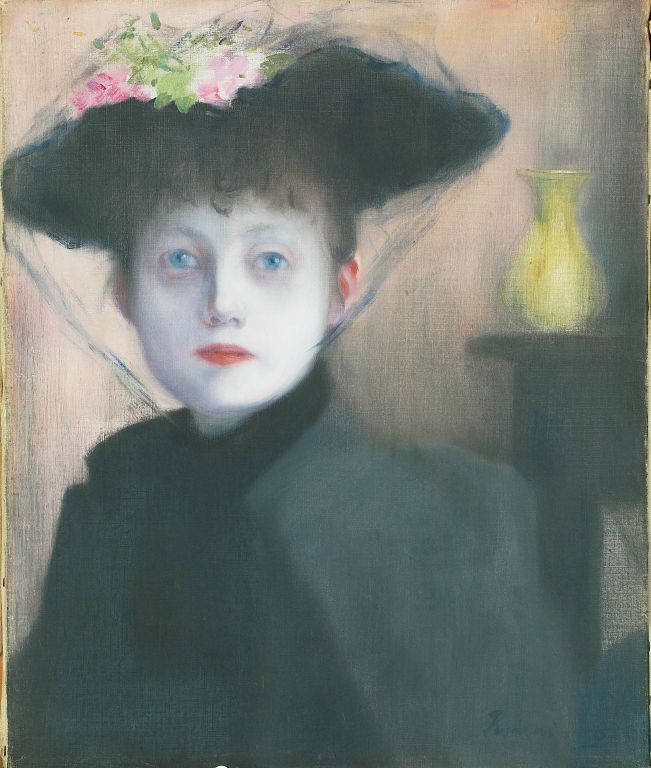
Parisian Woman (1891)
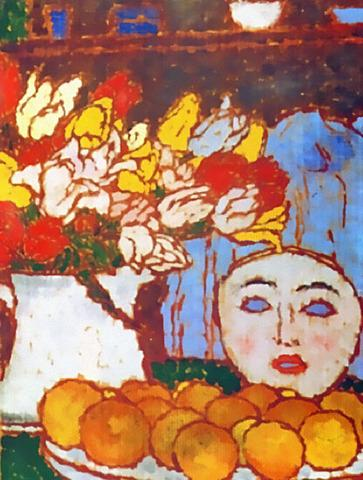
Still-life with Mask (1910)
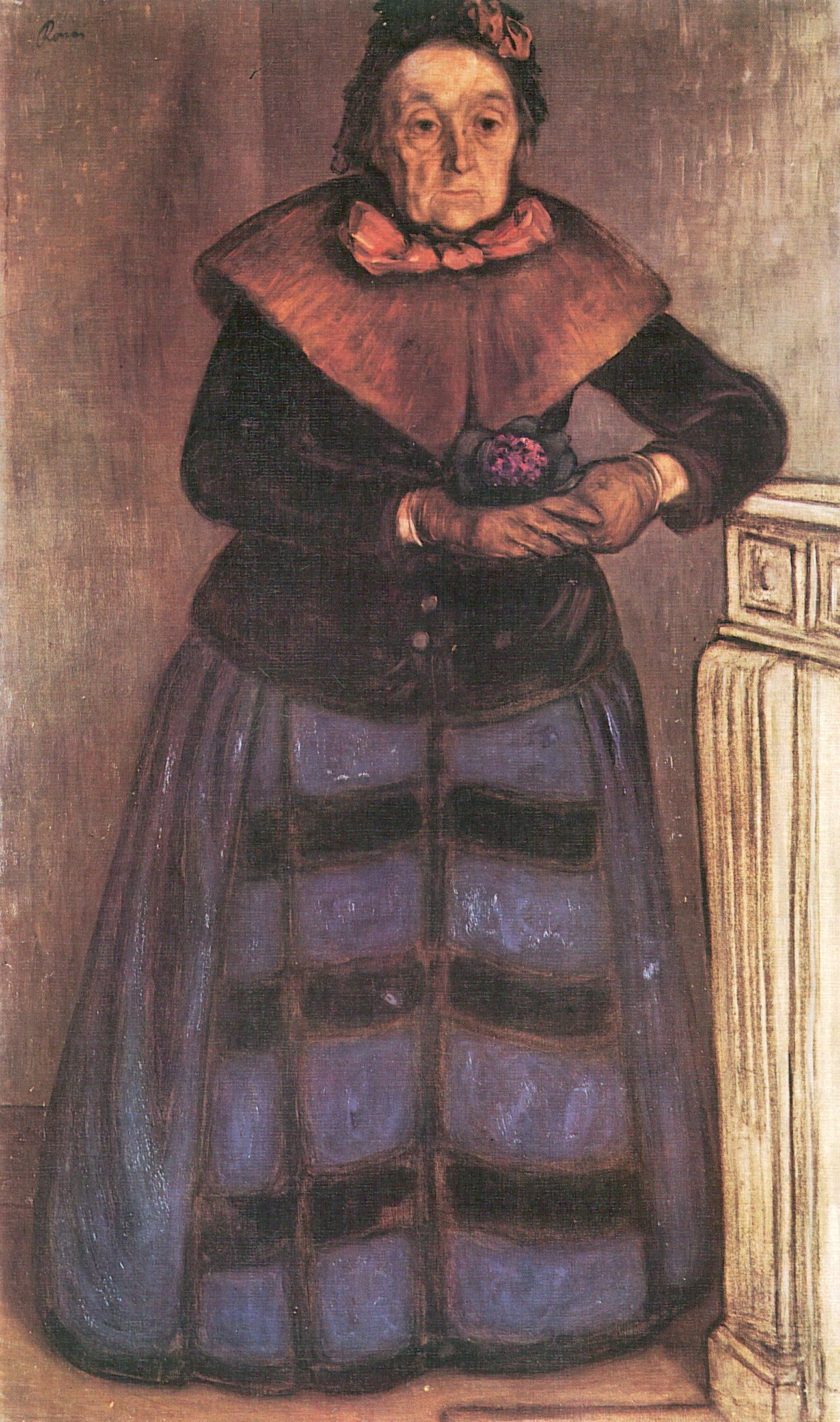
Old Woman with Violet(1895)